# Bulgari
Bulgari és una marca italiana de joies i articles de luxe (joieria, rellotgeria, perfumeria, marroquineria i hostaleria), pertanyent al conglomerat francès LVMH. Iniciada en 1884 en Roma, Itàlia, l'empresa va guanyar prestigi com joieria, encara que la seva gamma de productes ha crescut amb el temps fins a abastar rellotges, bossas, fragàncies, accessoris i hotelés.

## Origen del nom
El nom és escrit sovint Bvlgari com en l'alfabet llatí clàssic (on V = U) i té el seu origen en el cognom del fundador grec de l'empresa, Sotirios Vulgaris (en grec: Σωτήριος Βούλγαρης, pronunciat [soˈtirjos ˈvulɣaris], en italià: Sotirio Bulgari, 1857–1932).

## Història

### Els orígens: Sotirios Vulgaris

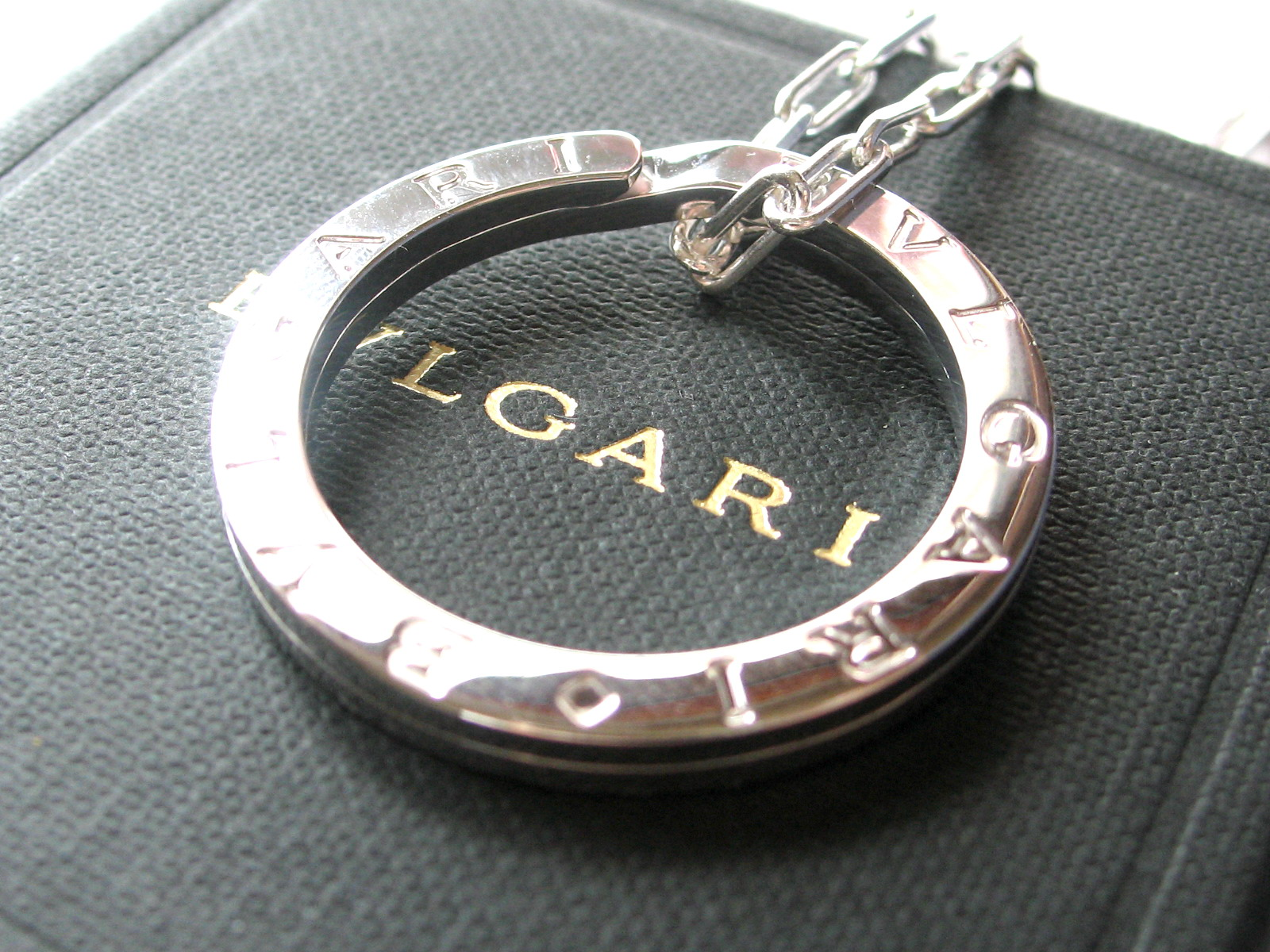
Detall d'un collaret Bulgari.

Sotirios Bulgaris (Sotirio Bulgari, Σωτήριος Βούλγαρης) va començar la seva carrera com a joier en el seu llogaret natal, Paramythia (Epir, Grècia), on la seva primera botiga encara existeix. En 1877, es va mudar a l'illa de Corfú i després a la ciutat italiana de Nàpols. Quatre anys després, se'n va anar a viure a Roma, on en 1884 va fundar la seva empresa i va inaugurar la seva segona botiga al carrer Sistina.
La que es va convertir en la botiga més representativa de Bulgari, en la Via Condotti, va ser oberta en 1905 amb l'ajuda dels seus fills, Constantino (1889-1973) i Giorgio (1890-1966). El magatzem aviat es va convertir en el lloc on rics i famosos arribaven per a adquirir joies úniques i d'alta qualitat, els dissenys de la qual combinaven el art de Grècia i Roma. La botiga es diu “Old Curiosity Shop” amb l'objectiu d'atreure a la clientela anglosaxona procedent dels Estats Units o Gran Bretanya. Serà després de 1910 quan comenci a especialitzar-se en joieria, amb creacions inspirades a l'escola parisenca o americana.
En 1932 els seus fills assumeixen el comandament de l'empresa. Sotirios mor en 1934. Aquest mateix any, amplien la botiga de Via Condotti. És inaugurada el 9 d'abril de 1934.

### Els anys 40: la Segona Guerra Mundial
Durant la Segona Guerra Mundial, Constantino Bulgari i la seva esposa, Laura Bulgari, van albergar tres dones jueves en la seva pròpia casa a Roma. Eren estranyes per a ells, però els Bulgari les van acollir indignats per la batuda del gueto romà a l'octubre de 1943. A causa de la seva generosa acció, el 31 de desembre de 2003 van ser honrats amb el títol de Justos entre les Nacions en Yad Vashem, Jerusalem.

### Els anys 50-60: La dolce vita
Amb la instal·lació dels estudis de Cinecittà a Roma, la botiga romana veu desfilar personalitats del Setè Art: Elizabeth Taylor, Marlene Dietrich, Clark Gable, Gary Cooper, Audrey Hepburn, Sophia Loren, Romy Schneider o Gina Lollobrigida.

### Els anys 70-00: l'expansió internacional i la diversificació de l'activitat de Bulgari
Bulgari va inaugurar les seves primeres instal·lacions internacionals en Nova York, París, Ginebra i Montecarlo en la dècada de 1970. Durant diversos anys, la companyia va mantenir un saló d'exposicions al luxós hotel The Pierre a Nova York. En passar el temps, els magatzems de Bulgari han augmentat fins a 230 a tot el món.

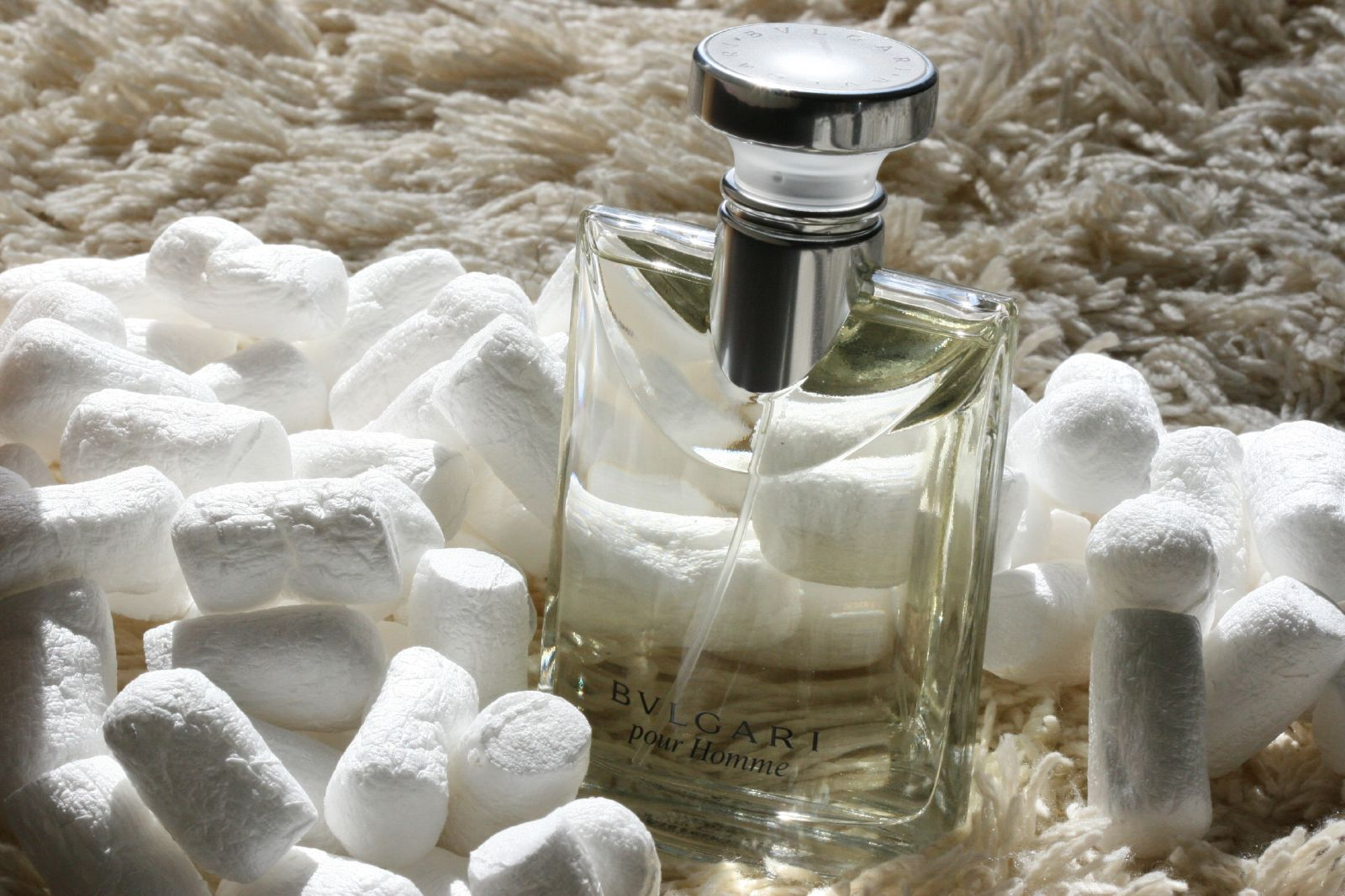
El perfum masculí Bulgari pour Homme.

En 1984, els nets de Sotirios, Paolo i Nicola Bulgari, van ser nomenats president i vicepresident de l'empresa, mentre que el seu nebot, Francesco Trapani, va ser designat gerent. La tasca de Trapani de diversificar la companyia va començar al començament dels anys 1990, amb el llançament de la línia de perfums Bulgari. Durant el seu mandat, li empresa es va convertir en una marca d'articles de luxe reconeguda a tot el món.
En 1995, Bulgari va cotitzar a la Borsa d'Itàlia. La companyia ha vist créixer els seus ingressos en un 150% entre 1997 i 2003, i inversors externs han arribat a posseir gairebé el 45% de les seves accions.
Al començament de 2001, l'empresa hotelera Marriott International es va unir a Bulgari per a formar una nova cadena d'hotels, Bulgari Hotels & Resorts. El Grup Luxury, de la divisió Luxury de Marriott, opera els hotels i resorts Bulgari, així com la companyia Ritz-Carlton. El seu primer hotel va ser obert a Milà en 2004 i el segon a Bali el 2006. En 2011, Bulgari Bali va ser triat pels lectors de la revista Smart Travel Àsia Magazine en el segon lloc de la classificació dels millors allotjaments a Àsia.

### Els anys 2010: l'adquisició de Bulgari per LVMH
El 7 de març de 2011, el grup LVMH anuncia l'adquisició del 51% del capital del grup i la seva intenció de realitzar una Oferta pública d'adquisició amistosa. Aquest mateix dia, l'acció puja gairebé un 60% en la borsa de Milà. La participació de LVMH ascendeix finalment al 98,09% al setembre d'aquest mateix any. Al febrer de 2012, la família Bulgari ven participacions de LVMH per 236,7 milions d'euros.
L'antic director de Bulgari integra el pol “rellotges i joieria” del grup, mentre que l'antic director de Fendi, procedent del pol “Moda i marroquineria”, assumeix la direcció de la joieria italiana.
LVMH, propietari de 3.700 milions d'euros en total finalment, dona suport al desenvolupament de la marca: augmenta les inversions publicitàries, crea una central de compres per a totes les marques de joieria del grup, i anuncia la seva voluntat d'instal·lar la marca italiana en la plaça Vendôme de París en 2015, en substitució del joier Buccellati.
Pel 2012, Bulgari compta amb 180 punts de venda propis en el món: el desenvolupament internacional s'accelera, així com la compra de franquícies de la marca.

## Evolució dels Dissenys
Les joies dissenyades a principis dels anys 20-30 s'emmarquen en un estil art déco amb formes depurades i una estilització geomètrica, sempre combinades amb la utilització del platí. Els anys 30 estan marcats per creacions més imponents amb motius de diamants de talles variables combinades amb una pedra de color: safir, maragda o robí. Algunes peces eren “convertibles” i podien emportar-se com a collaret i com a polsera, igual que els fermalls, que podien transformar-se en penjolls.

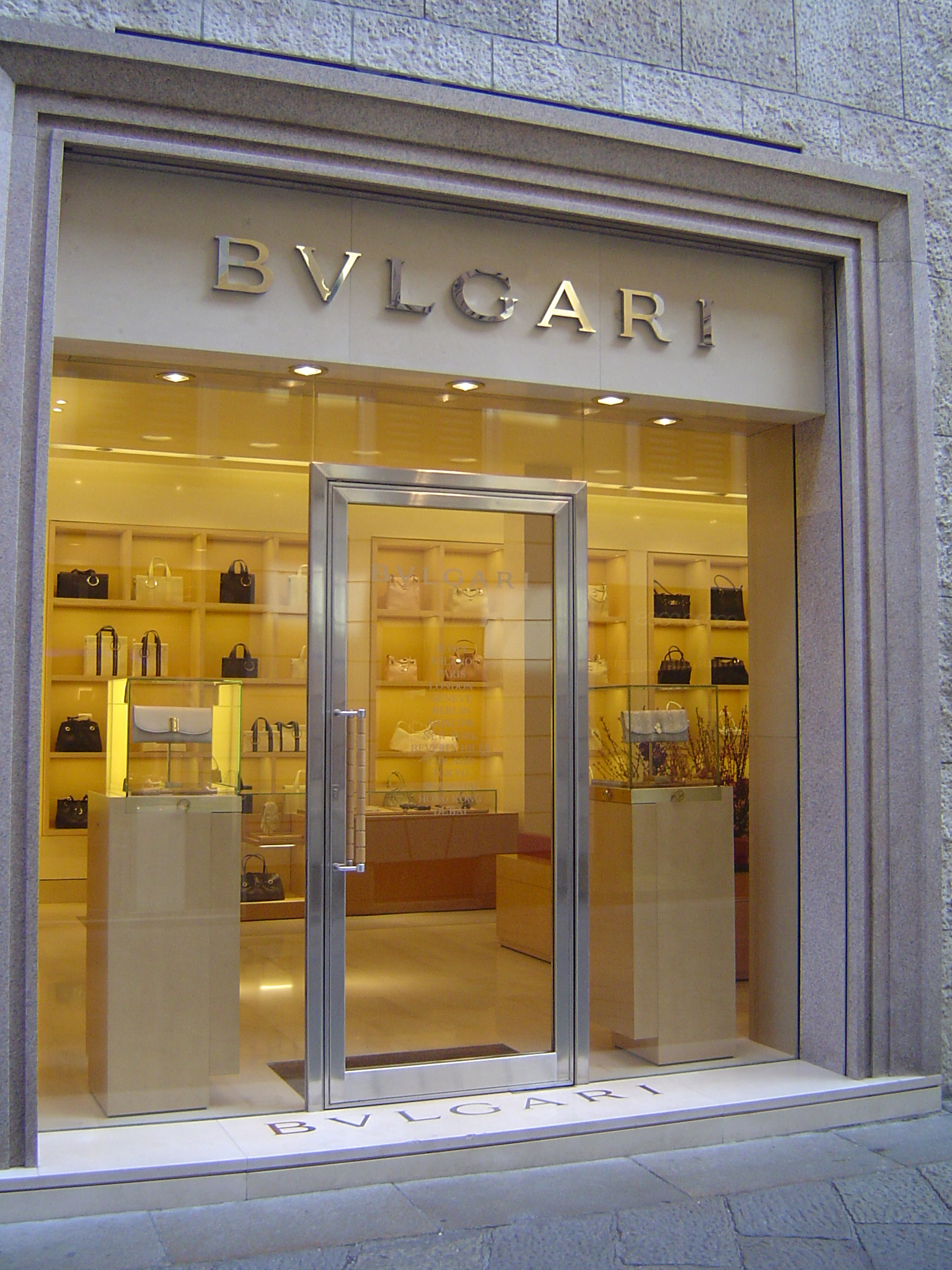
Una tenda Bulgari a Milà, Italià.

Obligada per les circumstàncies de la Segona Guerra Mundial, la casa Bulgari canvia el platí encastat amb diamants per l'or amb una menor quantitat de pedres. El disseny s'alleugereix i la inspiració es torna natural. Bulgari s'allunya així de les estrictes regles de l'escola francesa i crea un estil únic inspirat en el classicisme grecoromà, el renaixement italià i l'escola romana d'orfebreria del segle xix.
El boom econòmic de la postguerra va permetre tornar a les creacions de metall blanc encastat amb pedres precioses i, sobretot, diamants. A la fi dels anys 50, Bulgari prefereix al disseny sofisticat unes formes més suaus. De fet, es generalitza la utilització de caboixons de gran grandària, que es converteixen en la seva marca de fàbrica. L'estil Bulgari s'afirma també amb les seves formes d'or estructurades, simètriques i compactes i el resultat colorista de les seves múltiples combinacions de pedres precioses.
Les creacions dels anys setanta es distingeixen per la seva diversitat. S'inspiren en els focs artificials, l'art oriental amb la utilització de motius de serps, o fins i tot en el Pop Art amb la col·lecció “Stars and Stripes” aplaudida per Andy Warhol. En aquesta època, l'or groc és un dels materials privilegiats i la utilització d'elements ovalats encastats amb caboixons envoltats d'or i diamants es converteix en la marca de fàbrica de Bulgari, així com la gruixuda cadena d'or.
Els anys vuitanta es caracteritzen pels volums, els colors vius, les formes senzilles i els motius decoratius estilitzats. En els anys noranta, continua la utilització de l'or groc però l'estil Bulgari és menys estructurat.

## Rellotges de polsera
La subsidiària suïssa de l'empresa, Bulgari Time S.A., és la responsable de la producció de rellotges Bulgari. Va ser fundada en 1980, les seves instal·lacions principals es troben a la ciutat de Neuchâtel i hi treballen prop de 500 persones.
Els rellotges representen aproximadament el 20% de la facturació total de l'empresa. Bulgari ha desenvolupat els seus propis calibres i peces, incloent mecanismes molt complicats i calibres bàsics. La col·lecció de rellotges Bulgari compta amb les següents línies: Bulgari-Bulgari, Assioma, Rettangolo, Ergon i Diagono.
Durant l'exhibició de rellotges i joies BaselWorld 2006, Bulgari va revelar el complicat model Assioma Multi Complication, que està equipat amb un tourbillon, un calendari perpetu i una segona zona horària.

## Botigues

### Amèrica del Nord
Les boutiques d'Amèrica del Nord es troben en Beverly Hills, Bal Harbour, Boston, Chevy Chase, Chicago, Costa Mesa, Dallas, Honolulu, Houston, Nueva York, Las Vegas, Orlando, Palm Beach, San Francisco, Waikiki. Scottsdale, Arizona i a la Ciutat de Mèxic.

### Amèrica del Sud
Les botigues Bulgari sud-americanes, així com els seus distribuïdors, es troben a Lima, Bogotà, São Paulo, Illa Margarita i Quito.